# 庵原忠春
庵原 忠春（いはら ただはる、生年不詳 - 永禄3年5月19日（1560年6月12日））は、戦国時代の武将。通称右近。

## 略歴
今川義元の家臣。井伊直盛、松井宗信らと共に義を重んじ、武勇に優れた人物であった 。永禄3年（1560年）5月19日、桶狭間の戦いで今川軍本隊に従軍し、同日討死した。